# نظارة مصطفى فهمي باشا الثالثة
نظارة مصطفى فهمي باشا الثالثة هي النظارة الثامنة عشر في مصر، صدر الأمر العالي بتشكيلها في 12 نوفمبر 1895.

## أعضاء الحكومة
| النظارة               | الناظر                                                     | تعديل 28 أكتوبر 1906 |
| --------------------- | ---------------------------------------------------------- | -------------------- |
| رئيس مجلس النظار      | مصطفى فهمي باشا                                            |                      |
| ناظر الداخلية         | مصطفى فهمي باشا (بالإضافة إلى منصبه رئيسًا لمجلس النظار)    |                      |
| ناظر المالية          | أحمد مظلوم باشا                                            |                      |
| ناظر الخارجية         | بطرس غالي باشا                                             |                      |
| ناظر الحربية والبحرية | محمد عباني باشا                                            |                      |
| ناظر الحقانية         | إبراهيم فؤاد باشا                                          |                      |
| ناظر الأشغال العمومية | حسين فخري باشا                                             |                      |
| ناظر المعارف العمومية | حسين فخري باشا (بالإضافة إلى منصبه ناظرًا للأشغال العمومية) | سعد زغلول باشا       |

## تعديلات
- في 28 أكتوبر 1906 أسندت وزارة المعارف العمومية إلى سعد زغلول باشا وبقي حسين رشدي باشا محتفظاً بنظارة الأشغال العمومية فقط.[3][4]

## وصلات داخلية
- قائمة رؤساء مجلس وزراء مصر